# Expulsão de judeus da Espanha

Expulsão das comunidades judaicas europeias entre 1100 e 1600. As principais rotas que os judeus espanhóis seguiram são marcadas em marrom claro.

A Expulsão dos Judeus da Espanha foi a expulsão dos judeus praticantes seguindo o Decreto de Alhambra em 1492, que foi promulgado para eliminar sua influência sobre a grande população converso da Espanha e para garantir que seus membros não voltassem ao judaísmo. Mais da metade dos judeus da Espanha havia se convertido ao catolicismo como resultado do Massacre de 1391. Devido a ataques contínuos, cerca de 50 000 a mais haviam se convertido até 1415. Muitos daqueles que permaneceram decidiram se converter para evitar a expulsão. Como resultado do decreto de Alhambra e da perseguição anterior, mais de 200 000 judeus se converteram ao catolicismo, e entre 40 000 e 100 000 foram expulsos. Um número desconhecido retornou à Espanha nos anos seguintes. A expulsão levou à migração em massa de judeus da Espanha para a França, Itália, Grécia, Turquia e a Bacia do Mediterrâneo. Um resultado da migração foi o aparecimento de novos sobrenomes judaicos na Itália e na Grécia. Os sobrenomes Faraggi, Farag e Farachi, por exemplo, originaram-se da cidade espanhola de Fraga.
Em 1924, o regime de Miguel Primo de Rivera concedeu cidadania espanhola a uma parte da diáspora judaica sefardita. O decreto foi formal e simbolicamente revogado em 16 de dezembro de 1968, seguindo o Segundo Concílio Vaticano, pelo regime de Francisco Franco. Isso ocorreu um século completo depois que os judeus haviam começado abertamente a praticar sua religião na Espanha e as sinagogas eram novamente locais legais de culto sob as Leis de Liberdade Religiosa da Espanha.
Em 2015, as Cortes Gerais da Espanha aprovaram uma lei pela qual os descendentes de judeus sefarditas poderiam obter nacionalidade espanhola por naturalização para "compensar por eventos vergonhosos no passado do país". Judeus que pudessem provar que são descendentes daqueles expulsos da Espanha devido ao Decreto de Alhambra poderiam "tornar-se espanhóis sem sair de casa ou desistir de sua nacionalidade atual". O prazo para aplicar foi 1 de outubro de 2019.